# New Country
New Country ist ein Begriff aus der Country-Musik und bezeichnet eine Richtung dieses Genres, die Mitte der 1980er Jahre entstand.
Zunächst bezeichnete er den Sound der Neuen Traditionalisten, die Ende der 1980er Jahre/Anfang der 1990er Jahre allerdings von Künstlern wie Garth Brooks verdrängt wurden; Mitte der 1990er Jahre waren Sängerinnen wie Dixie Chicks, Faith Hill, Shania Twain, LeAnn Rimes und Lee Ann Womack die bekanntesten Vertreter des Genres. In Europa sind diese Künstler vielfach nur im Pop-Genre bekannt, da für den europäischen Markt deren Veröffentlichungen ohne Country-Elemente auf den Markt gebracht wurden.
Monumentale Bühnenshows, eine Vermischung der traditionellen Country-Musik mit Pop- und Rock-Elementen sowie Line Dances in Country-Diskotheken sind typisch für dieses Genre.

## Nachweise
- The New Generation of Country Music Stars: Biographies of 50 Artists, David Dicaire
- Country Music Facts, Figures and Fun; Mike Evan, Seite 82–84